# A Essência da Realidade
A Essência da Realidade é um livro de autoria do físico David Deutsch, escrito em 1997. Ele expõe sua visão de mecânica quântica e suas implicações para o entendimento da realidade.
Essa interpretação, que ele chama de hipótese do multiverso, é uma das quatro bases de uma Teoria de tudo (TOE, em inglês). As quatro bases são:
1. A interpretação de muitos mundos da mecânica quântica de Hugh Everett, "A primeira e mais importante das quatro bases".
2. A epistemologia de Karl Popper, especialmente seu antiindutivismo e seu requerimento de uma interpretação realista (não-instrumental) das teorias científicas, e sua ênfase em levar a sério essas conjecturas ousadas que resistem a falsificação.
3. A teoria da computação de Alan Turing especialmente como descrito em "O princípio de Turing" de Deutsch, com a máquina de Turing universal sendo substituída pelo computador quântico universal de Deutsch. ("A teoria da computação é agora a teoria quântica da computação.")
4. O teoria Darwiniana da evolução refinada por Richard Dawkins e a síntese evolutiva moderna, especialmente as ideias de replicador e meme integradas com o método de resolução de problemas Popperiano (a base epistemológica).

Sua teoria de tudo é mais emergentista (fracamente) do que redutiva. Seu objetivo não é a redução de tudo à física de partículas, mas mais o suporte mútuo entre os príncipios computacionais, epistemológicos, evolucionários e de multiverso.

## Temas emA Essência da Realidade

### A interpretação de muitos mundos da mecânica quântica
De acordo com a interpretação de muitos mundos da mecânica quântica, o todo da realidade física é na verdade o multiverso, consistindo de um número infinito de universos. Deutsch argumenta a favor disso por quatro motivos principais:
1. A situação de se ter múltiplas interpretações da mecânica quântica é anômala. As pessoas deveriam se contentar com a mais simples (realista) interpretação, que é, segundo Deutsch, a de muitos mundos.
2. Apenas a abordagem dos muitos mundos pode explicar o poder adicional dos computadores quânticos quando comparados com os computadores clássicos.
3. Apenas a interpretação de muitos mundos pode explicar os efeitos da superposição quântica, como, por exemplo, aqueles obersevados nos experimentos de dupla-fenda com uma única partícula.
4. A maioria das outras abordagens — a interpretação de Bohm, a interpretação transacional — são indistiguíveis da de muitos mundos.

Entretanto:
1. O debate sobre as interpretações não é sem precedentes. Existiu um debate sobre a natureza da gravidade e ação a distância na física newtoniana. Existe um debate sobre a ontologia do espaço na teoria da relatividade. Existe até um debate sobre a ontologia da matemática.
2. Computadores quânticos ainda são máquinas Turing completas. Dado um computador numa "caixa preta", é impossível determinar se o funcionamento interno é quântico ou clássico. Computação quântica permite se extrair mais poder computacional de uma dada configuração de recursos físicos. É questionável se múltiplos mundos quasi-clássicos são um modelo ontologicamente melhor de computação quântica do que um único mundo quântico. (Uma possível réplica está na p. 217 de A Essência, onde Deutsch deriva as limitações de uma máquina de Turing de uma consideração sobre os recursos disponíveis para executar o algoritmo de Shor. [1]Dado seu profundo fisicalismo, ele está aparentemente "dentro do seu argumento" para rejeitar os poderes de uma abstrata máquina de Turing em uma caixa preta.)
3. Interpretar um fóton em superposição como estando em dois "mundos" diferentes requer uma interpretação idiossincrática de "mundo". A superposição é detectável apenas através de efeitos de interferência, que por sua vez significa que os dois fótons (ou dois estados do fóton, dependendo da interpretação) são coerentes. A maioria das interpretações de muitos mundos aceita a visão de que um estado quântico não conta como um "mundo" enquanto não estiver decoerente. (Mas compare a discussão sobre mundos na IMM de Lev Vaidman em Stanford Encyclopedia of Philosophy que implica que as diferenças entre os teóricos da IMM sobre o uso do termo 'mundo' é "apenas semântica".[2])
4. Um ponto interessante que talvez dependa da abordagem dos "mundos coerentes" mencionada acima.

### A tese de Church-Turing
Essa postura emergente permite a Deutsch fazer um trabalho sério com a tese de Church-Turing (ou "princípio de Turing", como ele chama) que é fundamental na ciência teórica computacional. Na forma forte que ele favorece, isso implica que um computador quântico universal, capaz de renderizar qualquer ambiente físico possível, realmente existe próximo do fim do espaço-tempo em todo universo e é mantido por seres sencientes com todo o conhecimento necessário para aumentar sua memória, ciclos de computador e fonte de energia. Nisto ele segue Frank Tipler em "A Física da Imortalidade", embora ele enfatiza a componente científica da hipótese do Ponto Ômega, a componente que é justificada pela epistemologia popperiana como uma implicação de nossa melhor ciência. Ele é muito menos receptivo para a componente não-científica, que fornece reconstruções racionais para categorias teológicas tradicional como, por exemplo, "Deus", "onisciência", "onipresença", "benevolência", "criação", etc.
A forma forte do princípio de Turing se apóia num argumento matemático favorecendo um computador quântico universal em todos os universos mais do que um computador em um universo, e também desses sobre um computador em, digamos, 17 universos. Então uma forma fraca do princípio de Turing se comprometeria com um universo. Também a razão para 'ou um ou todos' pressupõe uma cosmologia de Big Crunch para poder gerar a energia para os necessários ciclos computacionais. Se, ao invés, o universo expande para sempre, o princípio de Turing teria de tomar a forma fraca, implicando a existência de mais ou menos uma remota aproximação do computador quântico universal.
O princípio de Turing de Deutsch é também algumas vezes chamado de princípio de Church-Turing-Deusch por aquele que questionam se o trabalho de Turing nas bases da computação tinha como objetivo esclarecer o que poderia ser computacionalmente tratável "na natureza". Leituras mais conservadoras dae Turing percebem ele como preocupado com o que poderia ser computador "por computadorer humanos", ou seja, matemáticos humanos. Nessa leitura Turing não tinha como objetivo fundações para computação que fornecessem tratabilidade, porque um algoritmo poderia ser calculado "por computadores humanos", mas sem a velocidade para computar tratavelmente o que acontece "na natureza". (Os humanos podem levar um longo tempo para finalizar seus cálculos.) Existem problemas de tratabilidade quando, por exemplo, problemas de fatoração e decriptação são atacados com máquinas de Turing ou métodos de computação clássica, problemas que parecem ser resolvidos por técnicas de computação quântica como o algoritmo de Shor, que se aproveita dos estados em superposição no qubits para calcular "tudo de uma vez" o que uma máquina de Turing calcularia serialmente. A universalidade de Turing não é suficientemente universal, pensa Deutsch. O computador abstrato de Turing precisa ser substituído pelo atual, físico, computador quântico universal derivado do princípio de Church-Turing (-Deutsch). 
Esse princípio é também, às vezes chamado de princípio da Matrix, porque a concepção de Deutsch de realidade virtual figura em sua declaração: "É possível construir um gerador de realidade virtual cujo repertório inclui todos os ambientes fisicamente possíveis." Alguns psicólogos cognitivos acham que as visões de Deutsch do cérebro como sendo um computador gerador de realidade virtual, adequado para renderizar um ambiente humanamente experenciado, oferece um relato suficientemente robusto da experiência subjetiva ou qualia, consistente com uma visão de mente/cérebro como sendo um computador, derrubando o impasse entre qualofóbes (filósofos céticos sobre os qualia) e qualofilios (filósofos que acreditam no qualia como imensurável). (Entretanto, é argumentável que sua abordagem confunde qualia com representações mentais). Com  considerável posição de grande confiança é teorizado que isso pode alterar a essência de uma realidade questionada. Um gerador de realidade virtual consiste de um gerador de imagem que providencia o sujeito com conteúdo perceptivo das várias modalidades sensoriais, talvez nas formas de transdutores conectados diretamente com os nervos aferentes com o uso de implantes neurais, e um programa para cuidar da interaçã entre as escolhas do sujeito e o ambiente virtual. Próximo do Ponto Ômega, esse cenário trans-humano de biologia melhorada fornece um caminho para uma condição pós-humana, porque a biologia se torna insustentável. Compressão gravitacional e outras forças extremas clamam por substratos mais duráveis para a psicologia humana. O cérebro é substituído por equivalentes computacionais robustos em realidades virtuais, protegidos do Big Crunch e existindo nos momentos finais (do universo) em ilimitados ciclos computacionais, oferecendo aos residentes pós-humanos a experiência subjetiva de imortalidade.

### Computadores quânticos e Teoria da Prova
Um computador quântico exporta problemas computacionais para outros universos para poder alcançar tratabilidade em soluções que de outra maneira ficariam travadas por demandas exponencialmente crescentes por mais tempo e outros recursos computacionais. A aparente necessidade de uma concepção realista da ciência para postular tal colaboração inspira um comentário belicoso de Deutsch: "Para aqueles que ainda se apegam a uma visão de mundo de um único universo, eu lanço este desafio: explivar como o algoritmo de Shor funciona." O desafio é para implicar que uma máquina de Turing é incapaz em princípio de fazer o que um computador quântico pode fazer, já que operações deste último em executar o algoritmo de Shor requerem recursos computacionais de outros mundos. E geralmente, as operações de um computador quântico incluem passos computacionais em outros mundos que não estão presentes em nenhuma fita de uma máquina de Turing (neste mundo). Deutsch acha que isso tem implicação na Teoria da Prova, que deve abandonar o modelo cartesiano de uma lista inspecionável de premissas levando para uma conclusão, em favor de um modelo de um processo em que a relação entre as premissas e a conclusão pode ser mediada por computações que não são inspecionáveis (neste mundo).

### Inferências contra-factuais e realismo modal
Outro importante tema no livro é que ideias básicas sobre o universo são ou corroboradas ou falseadas pela hipótese do multiverso. Por exemplo, condições contrafatuais se referem universos próximos quando estipulam que uma coisa iria acontecer sobre condições que não se obtém realmente. Em cada universo implicitamente colapsa o que as coisas podem fazer para o que elas realmente fazem (neste mundo). Considere um lançamento de moeda. Os universos idênticos em que eu (cópias de mim) vêem ela girando se torna ramificada; em cinquenta por cento daquelas versões de universo de mim vêem 'cara', e nos outros cinquenta por cento eles vêem 'coroa'. Essa distribuição atual de mundos é o que possibilita a inferência, neste mundo, que se a moeda não tivesse caído 'cara' teria sido 'coroa'. Ao invés de ser um fato básico que minha observada 'cara' colapsa as probabilidades no resultado atual do lançamento de moeda, aquelas probabilidades estão nos universos atuais em que cada resultado é apresentado. Isso é, às vezes, referido como uma diferença entre "teorias de colapso" (como a interpretação de Copenhague) e teorias de não-colapso (como as interpreções de multiverso ou muitos mundos).
Deutsch reconhece uma alma gêmea no filósofo David Lewis, cujo realismo modal lida com o contrafactual de uma maneira similar. Ele diz que Lewis "postulou a existência de um multiverso por apenas razões filosóficas." Essa é uma reivindicação controversa, já que o realismo de Lewis sobre universos paralelos estende para os mundos o que não é fisicamente possível, como o mundo onde Harry Potter está matriculado em Hogwarts, enquanto os universos paralelos no multiverso de Deutsch compreendem todos e apenas os mundos fisicamente possíveis. Os mundos do multiverso são governados pelas mesmas leis naturais. Os mundos de Lewis são também disjuntos, enquanto os universos paralelos de Deutsch interagem um com o outro através da interferência. Por outro lado, Lewis reconhece mundos sobrepostos como uma possibilidade teórica, e os computadores quânticos de Deutsch podem renderizar os mundos de Harry Potter com qualquer grau de precisão desejado.

### O conhecimento e a vida
O conhecimento é uma estrutura de transuniverso, como alguém poderia esperar já que o conhecimento suporta implicações contrafactuais, como revelado no rastreamento de Robert Nozick na explicação do conhecimento. Universos paralelos próximos são unidos por uma história em comum de aquisição de conhecimento, enunciados no geral em termos popperianos. O nicho epistemológico resultante leva a estabilidade e confiabilidade para o conhecimento em cada universo. A vida é uma estrutura de transuniverso similar, moldada pela seleção natural ao invés da crítica racional. O que distingue replicação genuína de DNA de DNA lixo é que o primeiro mas não o último é representativo de um nicho de replicadores que se estender pelos mundos. Realmente, a identidade pessoal é inseparável de tal nicho, que Deutsch escolhe com a palavra "cópias". Uma pessoa é um conjunto de cópias em universos paralelos próximos. Isso vem em sua análise do livre arbítrio: Eu poderia ter escolhido outra coisa. E no desenlance de um capítulo dramático que exercita experimentos de interferência de um ponto de vista de multiverso, ele escreve sobre suas cópias, "Muitos daqueles Davids estão neste momento escrevendo estas mesmas palavras.  Alguns estão escrevendo melhor. Outros saíram para tomar uma xícara de chá."

### Tempo, causalidade e livre arbítrio
Não há apenas pessoas espalhadas através dos mundos, mas eles, como todo o resto, são quantizados através do tempo em qualquer mundo dado. O tempo é uma série de momentos, e uma pessoa que existe num momento, existe lá para sempre no espaço-tempo quadrimensional, ao invés de ser continuamente transformada no movimento do tempo. Tal mudança e movimento são mitos, argumenta Deutsch. O argumento não necessita estritamente da hipótese do multiverso, porque a física determinista desde Newton tem mostrado que as possibilidades no futuro são ilusórias, e consequentemente o livre arbítrio é uma ilusão. (Essa conclusão poderia ser evitada adotando o compatibilismo. Também, interpretações de colapso da mecânica quântica implica ambos indeterminismo e um futuro aberto).
O que o multiverso adiciona para uma teoria de bloco do tempo é uma explicação atenuada das ideias de senso comum de causação e livre arbítrio. Embora um efeito não pode ser mudado pela sua causa, as contrafactuais que as declarações causais suportam são verdadeiras. Se a causa não tivesse acontecido, o efeito não teria ocorrido. Para o multiverso, que é "uma primeira aproximação" de um grande número de espaços-tempo coexistindo e interagindo fracamente, inclui universos nos quais a causa não ocorre e seu efeito não ocorre. E embora a "eu-cópia" neste espaço-tempo não poderia ter feito diferente, existem eu-cópias em outros mundos que realmente fazem outra coisa (assim, a ideia de senso comum que, em escolhendo um curso de ação, abstém-se de outro, não é mantida). Existe uma ramificação destas eu-cópias que validam meu senso de que meu futuro é aberto, em contraste com a física do espaço-tempo. Entretanto, o futuro aberto do senso comum é um mito. Como definido pelo quadro darwinista, não há um fluir do tempo dividindo as realidades do passado das não realizadas pontecialidades do futuro.
Um descendente intelectual de David Hume via descendência de Popper, Deutsch não apenas um crítico da indução mas também um humeano sobre a causação, no graus em que rejeita a ideia de um poder causal produzindo uma mudança, em favor de construir isso como uma regularidade no multiverso. Então A causa B significa algo como Depois de A-cópias ocorrerem em vários universos paralelos próximos, incluindo a deste universo, B-cópias ocorrem. Essa regularidade suporta contrafactuais que acomponham alegações causais verdadeiras, como Se A não tivesse ocorrido, B não teria acontecido. Existem similaridades do entendimento da causação pela conjunção constante de Hume e o método dedutivo-nomológico de Popper.

### Tempo e identidade pessoal
Já que "outros tempos são apenas casos especiais de outros universos" (uma ideia que foi sendo muito expandida por Julian Barbour), a granularidade temporal da personalidade através do tempo é um caso especial de estar espalhado através dos mundos. Em adição aguelas cópias idênticas em um momento através do universos paralelos transversalmente, há cópias diferentes através dos mundos paralelos longitudinalmente, ligados pela lei natural de modo a dar experiência individual de um único mundo e um eu contínuo. As implicações para a teoria da identidade pessoal não são claras ainda, mas as ideias reducionistas de Derek Parfit parecem ser favorecidas: O conceito de identidade pessoal deixa de ser aplicável quando a ramificação é levada em conta, mas a ramificação mantém o que é importante sobre identidade pessoal, como continuidade psicológica tendo a ver com a memória, desejo, caráter, etc. Outra possibilidade é que a teoria do contínuo mais próximo de Robert Nozick poderia ser modificada de modo a rastrear o mais próximo transversal e longitudinalmente. As fatias rastreadas de "eu-cópias" seriam a pessoa contínua. Deutsch parece concordar com algumas destas abordagens. Existem "cópias idênticas múltiplas" de mim no multiverso. Qual delas sou eu? Deutsch responde, "Eu sou, é claro, todas elas." (A resposta parfitiana seria, "o conceito de identidade pessoal não se aplica.") Cópias não precisam ser rigorosamente idênticas no sentido de identidades indiscerníveis relativizadas para os universos: Todas as minhas cópias vêem uma moeda girando num sorteio, mas um instante depois metade das minhas cópias vê 'cara' sair, e a outra metade vê 'coroa'. Uma distinção entre cópias, versões, e variantes está em andamento aqui. Variantes de mim não precisam ver a moeda girando. Versões de mim vêem isso embora alguns vejam 'cara' e outros 'coroa'. As cópias idênticas múltiplas de mim vêem todas a moeda girando.

### Viagem no tempo
A possibilidade de viagem no tempo direcionada para o futuro é assegurada pela teoria especial da relatividade de Einstein, que diz que um observador que acelera ou desacelera vai experimentar menos tempo que um observador que está em repouso ou em movimento uniforme. Essa dilatação do tempo poderia fazer um vôo de astronauta muito curto e a duração na Terra muito longa, mas tal viagem para uma Terra no futuro seria irreversível já que "nenhuma quantidade de dilatação do tempo poderia permitir a uma nave retornar de um vôo antes de ela decolar". Já para viagem no tempo direcionada para o passado, isso é possível como uma espécie de passo para o lado de um universo para outro, necessitando de um caminho entre os dois universos que está "rigidamente entrelaçada" na estrutura do multiverso. Se tal caminho existe ou não é uma questão empírica não resolvida. Se eles existissem e permitissem a macro-objetos como seres humanos atravessá-los, a viagem no tempo poderia ocorrer sem o paradoxo do avô, porque o viajante do tempo iria ir para um ponto anterior a ramificação entre seu universo "lar" e o universo em que ele (a cópia dele no universo "remoto") mata seu avô (avô-cópia).
A hipótese do multiverso sozinha não evita o paradoxo do conhecimento, no qual o viajante do tempo vai em um ponto em que ele dá a coletânea de Shakespeare a um escritor mercenário, que parece obter um "conhecimento de graça" que ele usa para se tornar o famoso Shakespeare naquele mundo. O princípio epistemológico popperiano da teorias dos quatro princípios de Deutsch é invocado neste ponto. Tal como a vida é entendida como uma estrutura trans-universo que é fisicamente possível apenas através de processos de seleção natural, assim também o conhecimento é entendido com uma estrutura que é fisicamente possível apenas através de processos de solução de problemas racionais. Conhecimento de graça não é possível no multiverso quando o multiverso é entendido pela emergentista Teoria de Tudo de Deutsch.